# Ренфрушир
Ре́нфрушир (скотс и англ. Renfrewshire, гэльск. Siorrachd Rinn Friù) — один из 32 округов Шотландии. 

## География
Ренфрушир граничит с округами Ист-Ренфрушир на юго-востоке, Норт-Эршир на юго-западе, Инверклайд на северо-западе, Уэст-Данбартоншир на севере и Глазго-Сити на востоке.

### Города
- Джонстон (Johnstone)
- Пейсли (Paisley)
- Ренфру (Renfrew)

## Достопримечательности
- Список замков Ренфрушира